# Horisme gillettei
Horisme gillettei là một loài bướm đêm trong họ Geometridae.